# Капітолій (театр)
Капітолійський музичний театр — музичний театр, заснований у Вроцлаві 2004 року, який є продовженням попередніх театрів, що існували там же, таких як: Нижньосілезька оперета (1955-1976), Музичний театр (1977-1979), Вроцлавська оперета (1979-1991) та Театральна музика — Вроцлавська оперета (1991–2004). Є культурною одиницею міста Вроцлав.
Першим генеральним і художнім керівником Музичного театру Капітолій у Вроцлаві був (у 2004–2006 рр.) Войцех Косцельняк. У 2006–2021 роках обидві ці функції обіймав Конрад Імєла , з 1 вересня 2021 року генеральним директором є Губерт Засіна, а Конрад Імєла залишається на посаді художнього керівника.
З 2006 року музичний театр «Капітолій» виступає продюсером «Огляду акторської пісні» .

## Розташування
Резиденція музичного театру «Капітолій» у Вроцлаві розташована в будівлі довоєнного кінотеатру «Капітолій», побудованого в 1929 році . Після Другої світової війни, 1 січня 1946 року , тут було відкрито кінотеатр «Śląsk»  . У 1964 році будівля стала резиденцією Вроцлавської оперети, ансамбль якої грав з 21 березня 1955 року на сцені Вроцлавської опери .
У 2011-2013 роках штаб-квартира музичного театру «Капітолій» була розширена (театр збільшувався чотири рази - з 4000 м² до 18 000 м²) і включала реставрацію старого, модерністського інтер'єру, який зберігся з 1929 року. Реконструкцію історичної частини розробила архітектор Анна Морасевич, а нову будівлю театру спроектувала студія KKM Kozień Architekci (за свою роботу вони отримали нагороду «Проект року 2005» від Асоціації польських архітекторів ). Офіційне повернення до будівлі театру на вулиці Юзефа Пілсудського у Вроцлаві відбулося 28 вересня 2013 року завдяки прем’єрі вистави «Майстер і Маргарита» за романом Михайла Булгакова у постановці Войцеха Косцельняка  .  .

## Історія театру

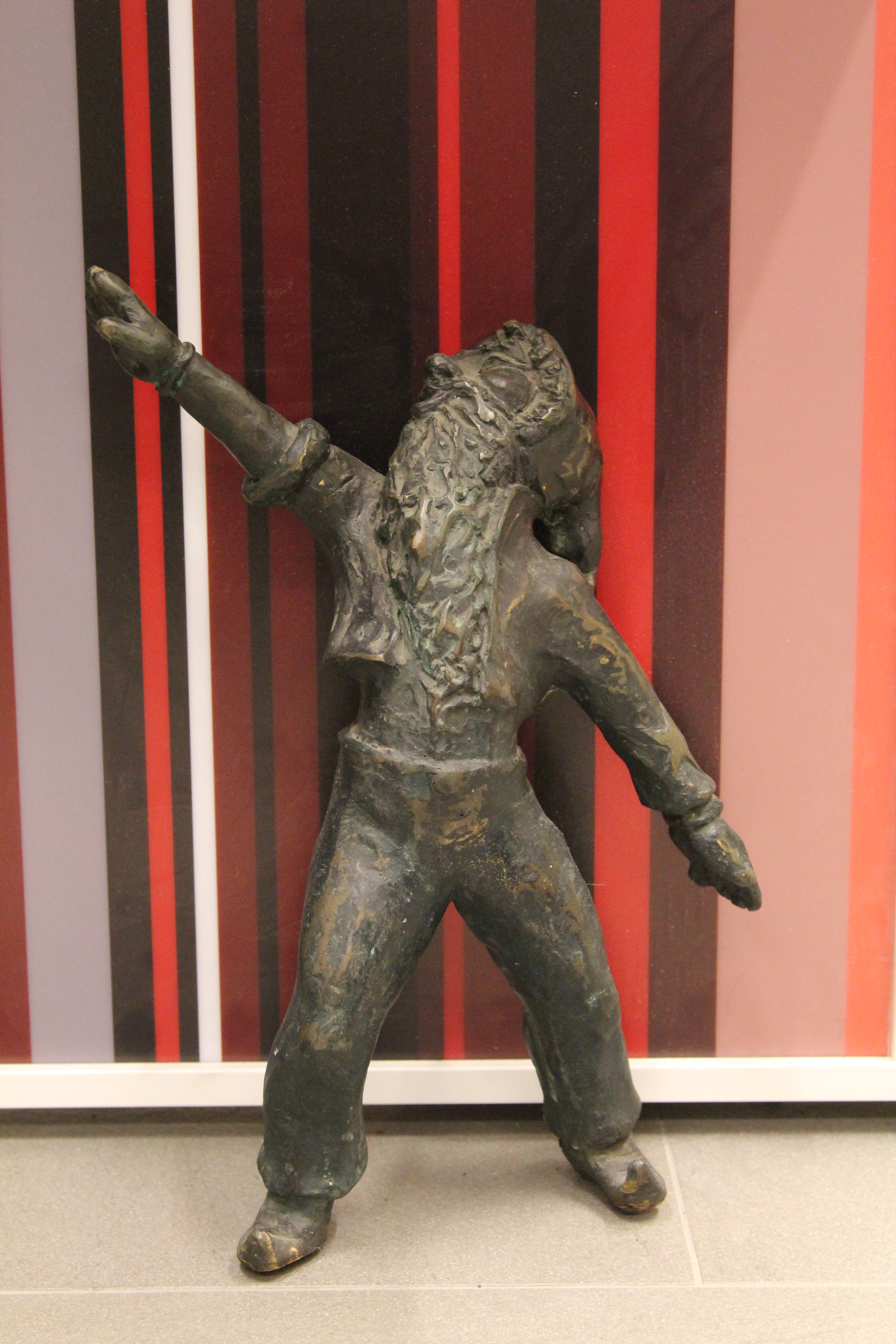
Гном Шол Мастголон біля інформаційної стійки в Капітолійському дворі

Назву театру походить від довоєнного кінотеатру Capitol, побудованого в 1929 році, який знаходився на Гартенштрассе в тодішньому Бреслау (нинішня вулиця Юзефа Пілсудського, 67 у Вроцлаві ). Гартенштрассе було місцем, де було розташовано багато садів, і жителі міста могли знайти там усілякі розваги, такі як боулінг і кафе .
Будівля вважалася найкрасивішою в Центральній Європі, яка своєю модерністською формою перевершила інші історичні будівлі зі старовинними фасадами. Комплекс будівель був спроектований берлінським архітектором Фрідріхом Ліппом і складався рівно з 3 частин: виставкового залу на 1200 місць, готелю та адміністративної частини. Комплекс витримано в стилі експресіонізму. Фасадний корпус мав кілька поверхів, був викладений підсвіченою мозаїкою з характерною яскраво-рожевою неоновою вивіскою. Внаслідок Другої світової війни у 1945 році фасадна будівля втратила кілька поверхів, а частина фойє та глядацької зали зі сценою суттєво не постраждали. 1 січня 1946 року діяльність будівлі було відновлено, влаштувавши кінотеатр під назвою «Шльонск», який був найбільшим у Польщі і називався прем’єрним .
Офіційне повернення театру після Другої світової війни датується 21 березня 1955 року і називається «Нижньосілезька оперета». Ця подія ознаменувала початок постановки оперети Йоганна Штрауса «Летюча тварина» у постановці Шимона Шурмея. Однак сам гурт був створений і практикувався ще в 1940-х роках у неіснуючому нині Народному театрі .
У 1955-1964 рр. вистави відбувалися у Вроцлавській опері, а акторський склад грав класичні оперети. У 1964 році вона переїхала до будинку на вулиці Юзефа Пілсудського, 67 у Вроцлаві, де жила кімната з кінотеатром Шльонск. Назва оперети регулярно змінювалася: у 1977 році використовувалася назва «Teatr Muzyczny», у 1979 році вона була повернута до «Operetta Wrocławska», поки в 1991 році обидві назви не були об'єднані в «Music Theatre - Operetta Wrocławska» .
У 1989-90 роках проведено капітальний ремонт будівлі. Тоді ж театр було внесено до реєстру пам'яток. Подальші пошкодження місця театру були спричинені повенями 1997 року, які включали, серед іншого, обладнання, стіни першого та нижніх поверхів. Після повені комплекс зазнав чергової реконструкції .
У 2002 році профіль театру повністю змінився завдяки польському акторові та кінорежисеру Войцеху Косцельняку, який взяв на себе керівництво оперетою та змінив її характер на сучасний музичний театр. У 2004 році міська рада Вроцлава відновила історичну назву театру на «Музичний театр Капітолія», маючи на увазі кінотеатр Капітолій 1929 року .

## Директори Вроцлавського музичного театру

### Режисери Нижньосілезької оперети
- 1955–1957 – Станіслав Романський
- 1958–1959 – Мечислав Кшинський
- 1960–1963 – Міхал Релігіоні
- 1963–1964 – Беата Артемська
- 1964–1966 – Генрик Ґонсіор
- 1966–1976 – Барбара Костжевська

### Керівники Музичного театру
- 1976–1979 – Барбара Костжевська

### Директори Вроцлавської оперети
- 1979–1981 – Марія Янушкевич-Новицька
- 1981–1991 - Леон Лангер

### Керівники Музичного театру – Вроцлавської оперети

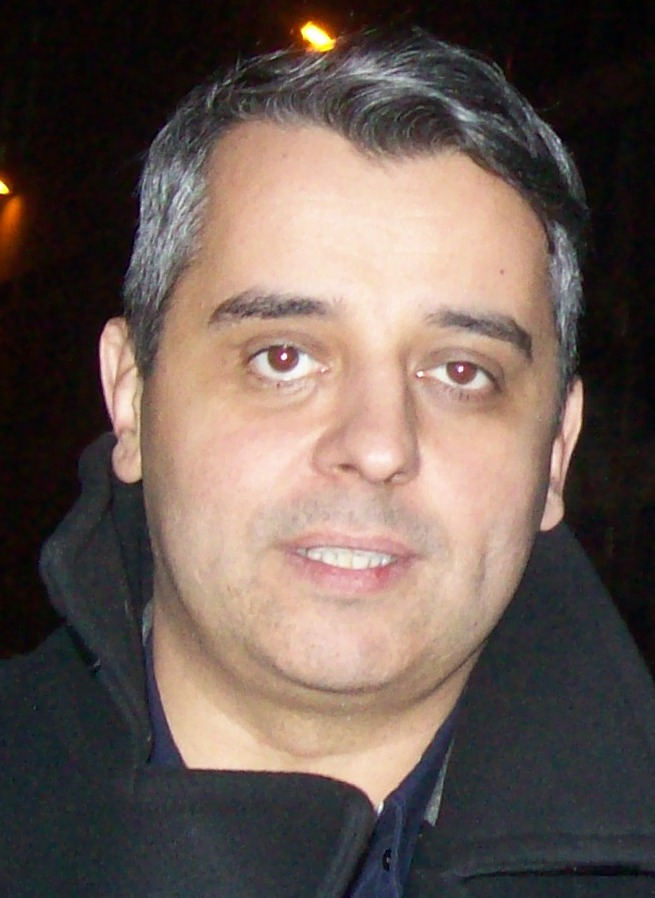
Конрад Іміела – директор Capitol з 2006 року

- 1991–2002 – Марек Ростецький [21] [22]

### Керівники музичного театру «Капітолій»
- 2002–2006 – Войцех Косцельняк
- з 5 травня 2006 - Конрад Імєла [23] [24]
- з 1 вересня 2021 року - Губерт Засіна [25] [26]

## Художній колектив

### Сезон 2022/23
Штатні актори : Альберт Писк, Юстина Возняк, Катажина Пєтруська, Кшиштоф Сушек, Міхал Зборовський, Клаудія Васзак, Аліція Каліновська, Томаш Лещинський, Міхал Шиманський, Магдалена Щербовська, Малгожата Фіялковська, Лукаш Вуйцік, Юстана Суєцька, Хелена Суєнка Ельжбета Клосінська, Емосе Ухунмванго, Ева Шлемпо-Крушинська, Богна Йостберенс, Бартош Піхер, Агнешка Оринська-Лесіцька, Адріан Конц.

## Артисти, які співпрацюють з музичним театром «Капітолій»
Театр «Капітолій» співпрацює або співпрацював з такими артистами, як: Лешек Можджер , Войцех Косцельняк, Ярослав Станєк, Formacja Chłopięca «Legitymacje», Самбор Дудзінскі, Кінга Прейс, Маріуш Кілян, Януш Радек , Яцек Боньчик, Пьотр Дзюбек та інші.

## Вистави музичного театру «Капітолій»
- Opera za Trzy Grosze (reż. Wojciech Kościelniak) – premiera 27.10.2002
- Kaj i Gerda, baśń o Królowej Śniegu (reż. Wojciech Kościelniak) – premiera 2003
- Gorączka (reż. Wojciech Kościelniak) – premiera 2003
- Galeria (reż. Wojciech Kościelniak) – premiera 03.2004
- West Side Story (reż. Wojciech Kościelniak) – premiera 03.2004
- Scat (reż. Wojciech Kościelniak) – premiera 05.2005
- My Fair Lady (reż. Anna Kękuś) – premiera 10.2005
- Mała księżniczka (reż. Marek Weiss-Grzesiński) – premiera 05.2006
- Śmierdź w górach (reż. Konrad Imiela i Cezary Studniak) – premiera 10.2006
- Era Wodnika – premiera 09.2006
- Stolik (reż. Karbido) – premiera 2006
- Mdłość, Mniezłość, Miłość (reż. Cezary Studniak) – premiera 2006
- Eurazja (reż. Izadora Weiss) – premiera 01.2007
- C–aktiv (reż. Konrad Imiela) – premiera 03.2007
- Rzecze Budda Chinaski (reż. Cezary Studniak) – premiera 03.2007
- Opętanie, czyli Wzdęte Łono (reż. Krzysztof Boczkowski) – premiera 2007
- Operetka (reż. Michał Zadara) – premiera 11.10.2007
- Ojcom i Matkom Wbrew, czyli piosenki Kurta Weilla (reż. Imiela, Studniak, Woźniak, Karasiewicz, Skrzypek) – premiera jesień 2007
- Swing! (reż. i chor. Jarosław Staniek) – premiera 31.12.2007
- Pewien Mały Dzień (reż. Andrzej Gałła) – premiera 01.06.2008
- A Chorus Line (reż. Michael Bennett/Mitzi Hamilton) – premiera 03.10.2008
- Imponderabilia (reż. chor. Jacek Gębura, Leszek Bzdyl – premiera 29.10.2008
- Elektrownia Dźwięku (spektakl zespołu Małe Instrumenty) – premiera 18.11.2008
- Dzieje Grzechu (reż. Anna Kękuś-Poks) – premiera 16.01.2009
- Pozytywka (reż. Bodo Kox) – premiera 21.01.2009
- Idiota (reż. Wojciech Kościelniak) – premiera 09.10.2009
- Hair (reż. Konrad Imiela) – premiera 24.01.2010
- Evergreen – premiera 24.02.2010
- Mury Hebronu (reż. Cezary Studniak) – premiera 20.04.2010
- Czarnoksiężnik z Krainy Oz (reż. Jerzy Bielunas) – premiera 02.10.2010[29]
- Ścigając zło (reż. Konrad Imiela) – premiera 27.01.2011
- Dżob (reż. Konrad Imiela i Mariusz Kiljan) – premiera 22.03.2011[30]
- Frankenstein (reż. Wojciech Kościelniak) – premiera 23.11.2011, wznowienie 15.02.2018[31]
- Jerry Springer - The Opera (reż. Jan Klata) – premiera 24.03.2012[32]
- Sex machine (reż. Tomasz Man) – premiera 25.05.2012
- Zaczarowane podwórko (reż. Jacek Gębura) – premiera 02.06.2012
- Ja, Piotr Rivière, skorom już zaszlachtował siekierom swoją matkę, swojego ojca, siostry swoje, brata swojego i wszystkich sąsiadów swoich... (reż. Agata Duda-Gracz) – premiera 09.11.2012[33]
- Moja ABBA (reż. Tomasz Man) – premiera 12.05.2013[34]
- Mistrz i Małgorzata (reż. Wojciech Kościelniak) – premiera 28.09.2013[35]
- Kocham cię. Ja ciebie też nie. Serge Gainsbourg (reż. Cezary Studniak) – premiera 14.02.2014[36]
- Rat Pack, czyli Sinatra z kolegami (reż. Konrad Imiela) – premiera 05.04.2014[37]
- Nine (reż. Pia Partum) – premiera 03.10.2014
- Tempus Fantasy (reż. Jacek Gębura) – premiera 22.11.2014
- Trzej Muszkieterowie (reż. Konrad Imiela) – premiera 10.10.2015[38]
- Y (reż. Paweł Pasiini) – premiera 08.01.2016[39]
- Po "burzy" Szekspira (reż. Agata Duda-Gracz) – premiera 08.04.2016[40]
- Liżę Twoje serce (reż. Agnieszka Glińska) – premiera 08.10.2016[41]
- Nasza mama czarodziejka (reż. Agnieszka Oryńska-Lesicka) premiera 10.12.2016[42]
- Balladyna (reż. Agnieszka Olsten) – premiera 10.02.2017[43]
- Kilka sposobów na to, jak schudnąć, ale zostać szczęśliwym, czyli jak kapitalizm nas tuczy i nie pozwala dojeść (reż. Jakub Skrzywanek) – premiera 25.03.2017[44]
- Makbet (reż. Agata Duda-Gracz) – premiera 13.10.2017[45]
- Czystka (reż. Paweł Palcat) – premiera 09.12.2017
- Frankenstein (reż. Wojciech Kościelniak) – wznowienie 14.02.2018[31]
- Tu nie ma na co czekać (reż. Jacek Gębura) – premiera 14.09.2018[46]
- Blaszany Bębenek (reż. Wojciech Kościelniak) – premiera 06.10.2018[47]
- Polska Woda (reż. Konrad Imiela) – premiera 03.11.2018[48]
- Wyzwolenie: Królowe (reż. Martyna Majewska) – premiera 26.01.2019[49]
- Mock. Czarna Burleska (reż. Konrad Imiela) – premiera 12.10.2019[50]
- Gracjan Pan. Musical (reż. Cezary Tomaszewski) – premiera 10.01.2020[51]
- Lazarus (reż. Jan Klata) – polska prapremiera 26.09.2020[52]
- Alicja (reż. Martyna Majewska) – premiera 29.05.2021[53]
- Gala Światowych Musicali (reż. Konrad Imiela) – premiera 31.12.2021[54]
- Priscilla, Królowa Pustyni. Musical (rez. Cezary Tomaszewski) – premiera 08.09.2022[55]

## Виноски
1. ↑  Європейська театральна архітектура — Arts and Theatre Institute.
2. ↑  B. Maciejewska, Capitol 1929-2013, Wrocław 2013
3. ↑  O Teatrze. teatr-capitol.pl.
4. ↑  Шаблон:EncyklopediaTeatru
5. ↑  O Teatrze. teatr-capitol.pl.
6. ↑  Wrocław. Imiela dyrektorem Teatru Capitol. e-teatr.pl. 5 maja 2016.
7. ↑  Hubert Zasina nowym dyrektorem Capitolu, Konrad Imiela dyrektorem artystycznym (пол.)
8. ↑  Wyborcza.pl
9. ↑  O Teatrze. teatr-capitol.pl.
10. ↑  Шаблон:EncyklopediaTeatru
11. ↑  B. Maciejewska, Capitol 1929-2013, Wrocław 2013
12. 1 2  O Teatrze. teatr-capitol.pl.
13. ↑  B. Maciejewska, Capitol 1929-2013, Wrocław 2013
14. ↑  Szoł Mastgołoń (пол.)
15. ↑  B. Maciejewska, Capitol 1929-2013, Wrocław 2013
16. ↑  B. Maciejewska, Capitol 1929-2013, Wrocław 2013
17. ↑  B. Maciejewska, Capitol 1929-2013, Wrocław 2013
18. ↑  B. Maciejewska, Capitol 1929-2013, Wrocław 2013
19. ↑  O Teatrze. teatr-capitol.pl.
20. ↑  B. Maciejewska, Capitol 1929-2013, Wrocław 2013
21. ↑  O Teatrze. teatr-capitol.pl.
22. ↑  Wrocław. Imiela dyrektorem Teatru Capitol. e-teatr.pl. 5 maja 2016.
23. ↑  O Teatrze. teatr-capitol.pl.
24. ↑  Wrocław. Imiela dyrektorem Teatru Capitol. e-teatr.pl. 5 maja 2016.
25. ↑  Hubert Zasina nowym dyrektorem Capitolu, Konrad Imiela dyrektorem artystycznym (пол.)
26. ↑  Wyborcza.pl
27. ↑  Leszek Możdżer. teatr-capitol.pl. Архів оригіналу за 2 липня 2017. Процитовано 11 лютого 2023.
28. ↑  Jerry Springer - The Opera. teatr-capitol.pl. Архів оригіналу за 3 листопада 2016. Процитовано 11 лютого 2023.
29. ↑  Czarnoksiężnik z Krainy Oz (пол.), 9 квітня 2018
30. ↑  Dżob (пол.), 9 квітня 2018
31. 1 2  Frankenstein (пол.), 9 квітня 2018
32. ↑  Jerry Springer - The Opera. teatr-capitol.pl. Архів оригіналу за 3 листопада 2016. Процитовано 11 лютого 2023.
33. ↑  Ja, Piotr Rivière... (пол.), 9 квітня 2018
34. ↑  Moja ABBA (пол.), 10 квітня 2018
35. ↑  Mistrz i Małgorzata (пол.), 10 квітня 2018
36. ↑  Kocham cię. Ja ciebie też nie. Serge Gainsbourg (пол.), 9 квітня 2018
37. ↑  Rat Pack, czyli Sinatra z kolegami (пол.), 10 квітня 2018
38. ↑  Trzej muszkieterowie (пол.), 12 квітня 2018
39. ↑  Y (пол.), 12 квітня 2019
40. ↑  Po „Burzy” Szekspira (пол.), 10 квітня 2018
41. ↑  Liżę twoje serce (пол.), 10 квітня 2018
42. ↑  Nasza mama czarodziejka (пол.), 10 квітня 2018
43. ↑  Balladyna (пол.), 9 квітня 2018
44. ↑  Kilka sposobów na to, jak schudnąć, ale zostać szczęśliwym, czyli jak kapitalizm nas tuczy i nie pozwala dojeść (пол.), 9 квітня 2018
45. ↑  Makbet (пол.), 10 квітня 2018
46. ↑  Tu nie ma na co czekać (пол.), 21 серпня 2018, архів оригіналу за 15 грудня 2021, процитовано 11 лютого 2023
47. ↑  Blaszany bębenek (пол.), 30 липня 2018
48. ↑  Polska Woda (пол.), 21 вересня 2018, архів оригіналу за 15 грудня 2021, процитовано 11 лютого 2023
49. ↑  WYZWOLENIE: królowe (пол.), 15 листопада 2018
50. ↑  Mock. Czarna burleska (пол.), 22 липня 2019
51. ↑  Gracjan Pan. Musical (пол.), 14 листопада 2019
52. ↑  Lazarus (пол.), 9 червня 2020
53. ↑  Alicja (пол.), 3 березня 2020
54. ↑  Gala Światowych Musicali (пол.), 20 жовтня 2021
55. ↑  Priscilla, Królowa Pustyni. Musical (пол.), 10 серпня 2022